# The 1996 DEP Sessions
The 1996 DEP Sessions je společným albem kytaristy Black Sabbath Tonyho Iommiho a Glenna Hughese. Nahrávky byly původně pořízeny v roce 1996 v DEP International Studios v Digbeth v Birminghamu. Na původních nahrávkách hrál na bicí bývalý bubeník Judas Priest Dave Holland, ovšem po odsouzení za pokus o znásilnění, Tony Iommi nechal po osmi letech bicí znovu nahrát bubeníkem Jimmym Copleyem, protože nechtěl, aby bylo album jakkoliv spojováno s odsouzeným Dave Hollandem.

## Seznam skladeb
| Pořadí | Název                | Délka |
| ------ | -------------------- | ----- |
| 1.     | Gone                 | 4:29  |
| 2.     | From Another World   | 5:55  |
| 3.     | Don't You Tell Me    | 4:14  |
| 4.     | Don't Drag the River | 4:34  |
| 5.     | Fine                 | 5:05  |
| 6.     | Time Is the Healer   | 4:16  |
| 7.     | I'm Not the Same Man | 4:20  |
| 8.     | It Falls Through Me  | 4:46  |

## Obsazení
- Tony Iommi - kytara
- Glenn Hughes - baskytara, zpěv
- Don Airey - klávesové nástroje
- Jimmy Copley - bicí
- Geoff Nicholls - klávesové nástroje
- Mike Exeter - klávesové nástroje